# تد فیلیپس
تد فیلیپس (انگلیسی: Ted Phillips؛ ۲۱ اوت ۱۹۳۳ – ۹ ژانویه ۲۰۱۸) یک بازیکن فوتبال اهل بریتانیا بود.
از باشگاه‌هایی که در آن بازی کرده‌است می‌توان به باشگاه فوتبال لوتون تاون، باشگاه فوتبال ایپسویچ تاون، باشگاه فوتبال کولچستر یونایتد، باشگاه فوتبال لیستون و باشگاه فوتبال لیتون اورینت اشاره کرد.